# Жартыбаев, Салкен Калдыбекович
Салкен Калдыбекович Жартыбаев (каз. Сәлкен Қалдыбекұлы Жартыбаев; род. 29 марта 1965 года) — советский и казахстанский самбист, мастер спорта международного класса по самбо (1992), дзюдо (1988), мастер спорта по «казакша курес» (1981), старший тренер сборной Казахстана по дзюдо.

## Биография
Уроженец аула Шынбулак Жамбылского района Жамбылской области. Первый тренер — Садет Касымов. Самбо занимался у Марата Жахитова. Дзюдо — у Серика Тукеева.

### Самбо
Чемпион спартакиады народов СССР 1986 года, призёр кубка СССР 1988 года. В 1992 году стал обладателем кубка мира, чемпионом турнира «Звезды Азии». Признан лучшим самбистом Республики Казахстан в 1992—1994 годах. Чемпион Азии.
Серебряный призёр чемпионата мира 1992 года в Минске в категории до 68 кг. В финале уступил белорусу В. Данилову.
Бронзовый призёр чемпионата Европы 1994 года в Паневежисе в категории до 68 кг.
Бронзовый призёр чемпионата мира 1994 года в Нови Саде в категории до 68 кг.

### Дзюдо
Чемпион Республики Казахстан 1985, 1989, 1992 и 1994 годов. Победитель международных турниров 1995 года в Иране и Турции.

## Спортивные разряды
Мастер спорта СССР международного класса по самбо, мастер спорта СССР по дзюдо и казакша курес.

## Образование
Окончил Джамбулский гидромелиоративно-строительный институт, Казахскую академию спорта и туризма.

## Тренерская работа
На протяжении девяти лет тренировал жамбылских и шымкентских самбистов, а в последующем стал старшим тренером молодежной сборной, а затем главным тренером национальной сборной Казахстана по дзюдо.
Работал директором детско-юношеской спортивной школы Жуалинского района Жамбылского областного управления физической культуры и спорта. Директор Джамбульской областной ШОР — с января 2010 года.
Среди его воспитанников — дзюдоисты Максим Раков, Асет Тусипов, Анвар Касымов, Жанар Жанзунов, Нуржигит Шаимкулов, Гани Сейдилдаев, Бактияр Акбергенов.